# Sibylle Laurischk

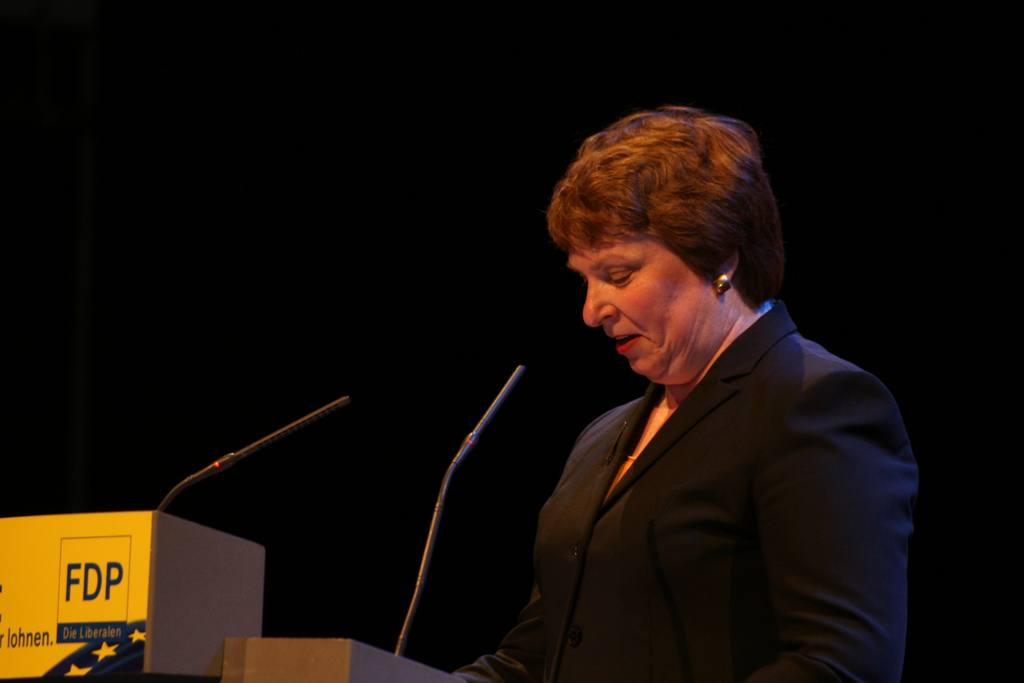
Sibylle Laurischk

Sibylle Christiane Laurischk (* 12. Dezember 1954 in Offenburg; † 22. Mai 2020 ebenda) war eine deutsche Politikerin (FDP).

## Leben und Beruf
Nach dem Abitur 1973 am Oken-Gymnasium in Offenburg absolvierte Sibylle Laurischk ein Studium der Rechtswissenschaft an der Ruprecht-Karls-Universität Heidelberg, das sie 1978 mit dem ersten juristischen Staatsexamen abschloss. Nach Ableistung des Referendariats und dem zweiten Staatsexamen 1981 wurde sie anschließend Mitarbeiterin der Wirtschaftsprüfungsgesellschaft KPMG. Seit 1984 war sie als selbständige Rechtsanwältin in Offenburg tätig.
Sibylle Laurischk war evangelisch, geschieden und Mutter von drei Kindern.

## Politik
Seit 1990 war sie Mitglied der FDP. Sie war seit 1998 stellvertretende Vorsitzende des FDP-Bezirksverbandes Südbaden und war von 2003 bis 2010 Vorsitzende des FDP-Kreisverbandes Ortenaukreis.
Sibylle Laurischk war seit 2003 stellvertretende Landesvorsitzende der Liberalen Frauen in Baden-Württemberg und war von 2006 bis 2008 Vorsitzende des Bundesverbandes der Liberale Frauen, seit 2008 stellvertretende Vorsitzende.
Sibylle Laurischk gehörte von 1994 bis 2014 dem Stadtrat ihrer Heimatstadt Offenburg an und saß von 2004 bis 2009 im Kreistag des Ortenaukreises. Von 2002 bis 2013 war sie Mitglied des Deutschen Bundestages. Hier war sie Sprecherin der FDP-Bundestagsfraktion für Senioren und Bürgerschaftliches Engagement sowie für Integration und Migration.
Sibylle Laurischk zog stets über die Landesliste Baden-Württemberg in den Bundestag ein.
Am 12. November 2009 wurde Sibylle Laurischk für die 17. Legislaturperiode zur Vorsitzenden des Ausschusses für Familie, Senioren, Frauen und Jugend ernannt.
Zur Bundestagswahl 2013 kandidierte sie nicht mehr.

## Mitgliedschaften
Laurischk war Mitglied der Europa-Union Parlamentariergruppe Deutscher Bundestag.

## Nebeneinkünfte
Sibylle Laurischk gehörte zu den neun Bundestagsabgeordneten, die gegen die zwangsweise Veröffentlichung ihrer Nebeneinkünfte nach der 2005 verabschiedeten Novelle des Abgeordnetengesetzes vor dem Bundesverfassungsgericht klagten und dort scheiterten.